# Onthophagus bonengus
Onthophagus bonengus là một loài bọ cánh cứng trong họ Bọ hung (Scarabaeidae).